# Зелёное масло

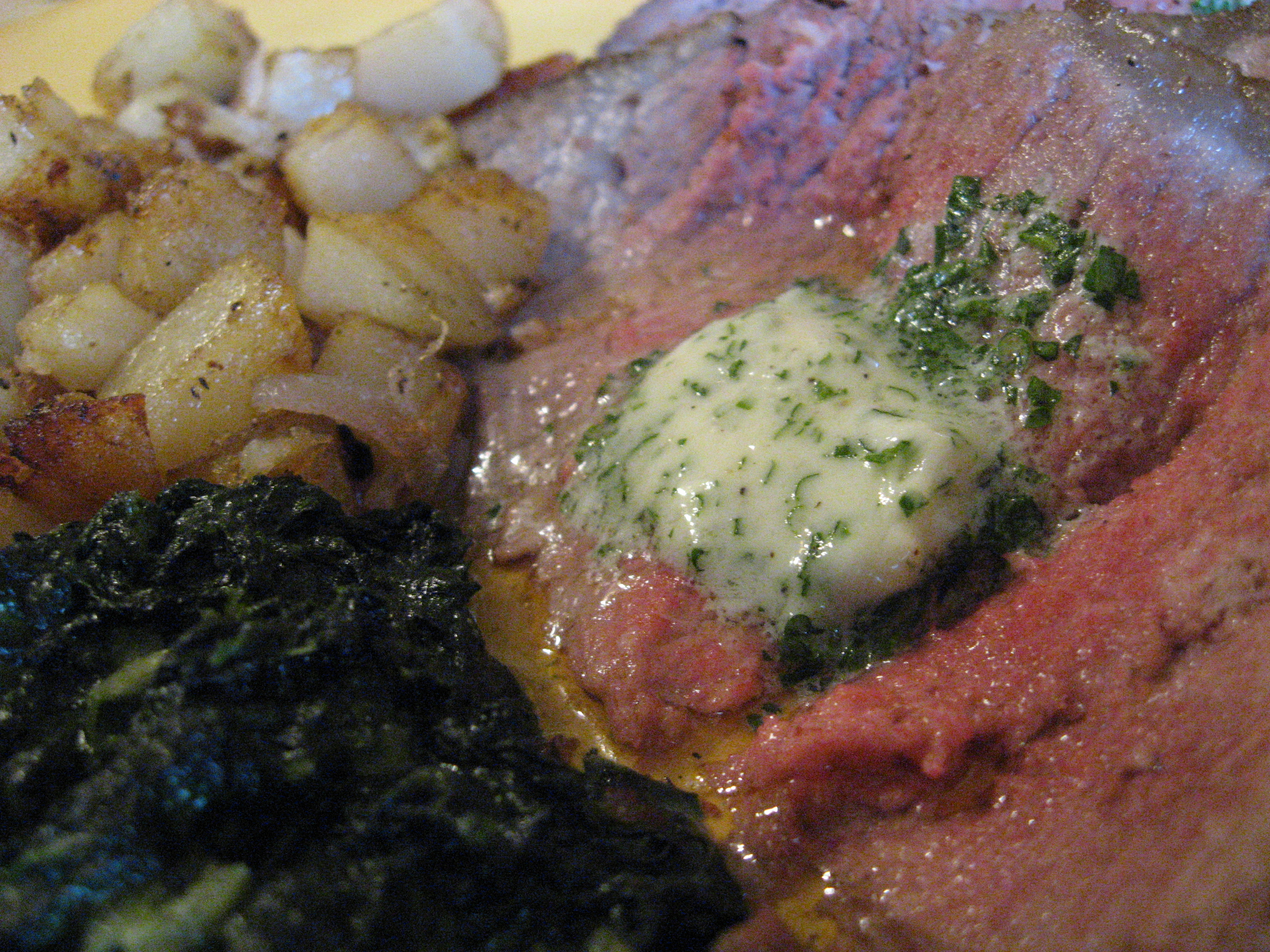
Антрекот с маслом «метр д-отель», сервированный с жареным картофелем и шпинатом

Зелёное масло (масло кольбе́р) — кулинарный продукт, масляная смесь с измельчённой молодой зеленью петрушки, использующаяся в качестве приправы к горячим блюдам: порционный кусочек охлаждённого зелёного масла обычно кладут на горячее мясо или рыбу, чтобы он растаял. В русской кухне зелёное масло традиционно подают к антрекоту и панированной жареной рыбе, в частности, к рыбе жареной восьмёркой. В советской кулинарии в зелёное масло добавляли соевый соус «Южный», как и со многими другими масляными смесями, его намазывали на бутерброды. На французский манер зелёное масло носит также название «масло метр д-отель» или «соус метр-д’отельский» (фр. beurre maître d'hôtel) и применяется в приготовлении сложных соусов, например, шатобриана.
Как и все масляные смеси, зелёное масло готовят из размягчённого или взбитого сливочного масла. Промытую и высушенную зелень без стеблей измельчают острым ножом. В некоторых рецептах в зелёное масло помимо петрушки добавляют другие травы, в том числе, укроп или зелёный лук, а также чёрный перец. В Германии зелёное масло «с травами» готовят также с набором для франкфуртского зелёного соуса. Перед смешиванием добавляют также лимонный сок или лимонную кислоту. Готовую масляную смесь формуют в батончики диаметром 3 см и весом 250—300 г и охлаждают для удобства последующей нарезки порционными кружочками толщиной в 0,5 см. В морозильной камере зелёное масло может храниться в течение нескольких недель.